# Elecciones generales de Catar de 2021
Las elecciones generales de Catar de 2021 se realizaron el 2 de octubre de 2021, y fueron las primeras elecciones generales para la Asamblea Consultiva. Originalmente estaban programadas para celebrarse el segundo semestre de 2013, pero se pospusieron en junio de 2013 hasta al menos 2016. En 2016 se pospusieron nuevamente. Finalmente, en noviembre de 2020, el Emir Tamim bin Hamad Al Thani se comprometió a celebrar las elecciones en octubre de 2021.
La participación electoral fue del 63,5%.

## Antecedentes
Las elecciones estaban programadas originalmente para celebrarse en el segundo semestre de 2013, pero se pospusieron antes de que el emir retirado Hamad bin Jalifa Al Thani transfiriera el poder a su hijo Tamim bin Hamad Al Thani.  El mandato de la Asamblea Consultiva se amplió hasta 2016 y luego hasta 2019.
En octubre de 2019, el emir emitió una orden para que se formara un comité para organizar las elecciones, presidido por el primer ministro Khalid bin Khalifa bin Abdul Aziz Al Thani.

## Sistema electoral
Tanto los hombres como mujeres mayores de 18 años tienen derecho a votar por 30 de los 45 escaños de la Asamblea Consultiva de conformidad con la Constitución de Catar de 2003, y el resto de los escaños son designados por el Emir.
El 29 de julio de 2021, Al Thani aprobó la ley electoral, que ordenaba que los treinta miembros fueran elegidos en distritos electorales uninominales mediante escrutinio mayoritario uninominal. La ley exige que los candidatos tengan al menos treinta años y sean "de origen catarí" (según la ley de nacionalidad de 2005). Esta votación se limitó a los descendientes de personas que tenían la ciudadanía en 1930, prohibiendo a las personas que se habían naturalizado y los miembros de la tribu Al Murrah participar en las elecciones, lo cual provocó protestas.

## Campaña
Un total de 284 candidatos se disputaron los 30 escaños, con 29 mujeres postuladas. Los partidos políticos están prohibidos, por lo que todos los candidatos se presentaron como independientes.

## Resultados preliminares
| Distrito                                    | Candidato electo                            |
| ------------------------------------------- | ------------------------------------------- |
| 1. Fereej Al Khulaifat                      | Abdulrahman Yousef Abdelrahman Al Khulaifi  |
| 2. Fereej Al Hitmi                          | Ahmed Hitmi Ahmed Al Hitmi                  |
| 3. Fereej Al Salata                         | Abdullah Ali Jumaa Al Sulaiti               |
| 4. Al Mirqab                                | Issa Ahmed Issa Nasr Al Nasr                |
| 5. Old Al Ghanim                            | Hassan Abdullah Ghanim Al Ghanim Al Maadeed |
| 6. Mushayrib                                | Khalid Ghanim Nasser Al Ali Al Maadeed      |
| 7. Al Jasrah                                | Khalid Ahmed Nasser Ahmed Al Obaidan        |
| 8. Al Bidda                                 | Nasser Salmin Khalid Al Suwaidi             |
| 9. Barahat Al Jufairi                       | Hamad Abdullah Abdulrahman Ali Al Mulla     |
| 10. Dawhah al Jadidah                       | Khalid Abbas Ali Kamal Al Emadi             |
| 11. Rawdat Al Khail                         | Nasser Mohsin Mohammed Bukshaisha           |
| 12. Al Rumeilah                             | Issa Arar Issa Ali Al Rumeihi               |
| 13. Fareej Al Najada                        | Mohammed Yousef Abdulrahman Al Manaa        |
| 14. South Al Wakrah                         | Mohammed Muftah Abdulrahman Al Muftah       |
| 15. North Al Wakrah                         | Yousef Ali Yousef Al Khater                 |
| 16. Al Sailiya                              | Ali Futais Al Merri                         |
| 17. Old Rayyan                              | Mohammed Bati Salem Khalifa Al Abdullah     |
| 18. Al Kharaitiyat                          | Ali Shbaib Nasser Al Attiyah                |
| 19. Al Daayen                               | Nasser Metref Essa Al Metref Al Humaidi     |
| 20. Al Khor Thakhira                        | Ahmad bin Hamad Al Muhannadi                |
| 21. Al Mashrab                              | Mohammed Eid Saad Al Hassan Al Kaabi        |
| 22. Al Ghariyah                             | Mubarak Mohammed Matar Al Matar Al Kuwari   |
| 23. Ar-Ruʼays                               | Yousef Ahmed Ali Al Sada                    |
| 24. Abu Dhalouf                             | Mohammed Omar Ahmad Al Salem Al Mannai      |
| 25. Al Jumail                               | Nasser Hassan Al Nfeihi Al Kubaisi          |
| 26. Al Kuwariya                             | Nasser Mohammed Nasser Al Jufaili Al Nuaimi |
| 27. Al Nasraniya and Al Khurayb             | Sultan Hassan Mubarak Al Dabet Al Dosari    |
| 28. Dukhan                                  | Mubarak Saif Hamdan Maasad Al Mansouri      |
| 29. Al Kharsaah, Ummahat Sawi and Al Owaina | Ali Saeed Rashed Al Khayareen               |
| 30. Rawdat Rashed                           | Salem Rashed Salem Rashed Al Muraikhi       |
| Fuente: Doha News                           |                                             |